# Caminhão de lixo

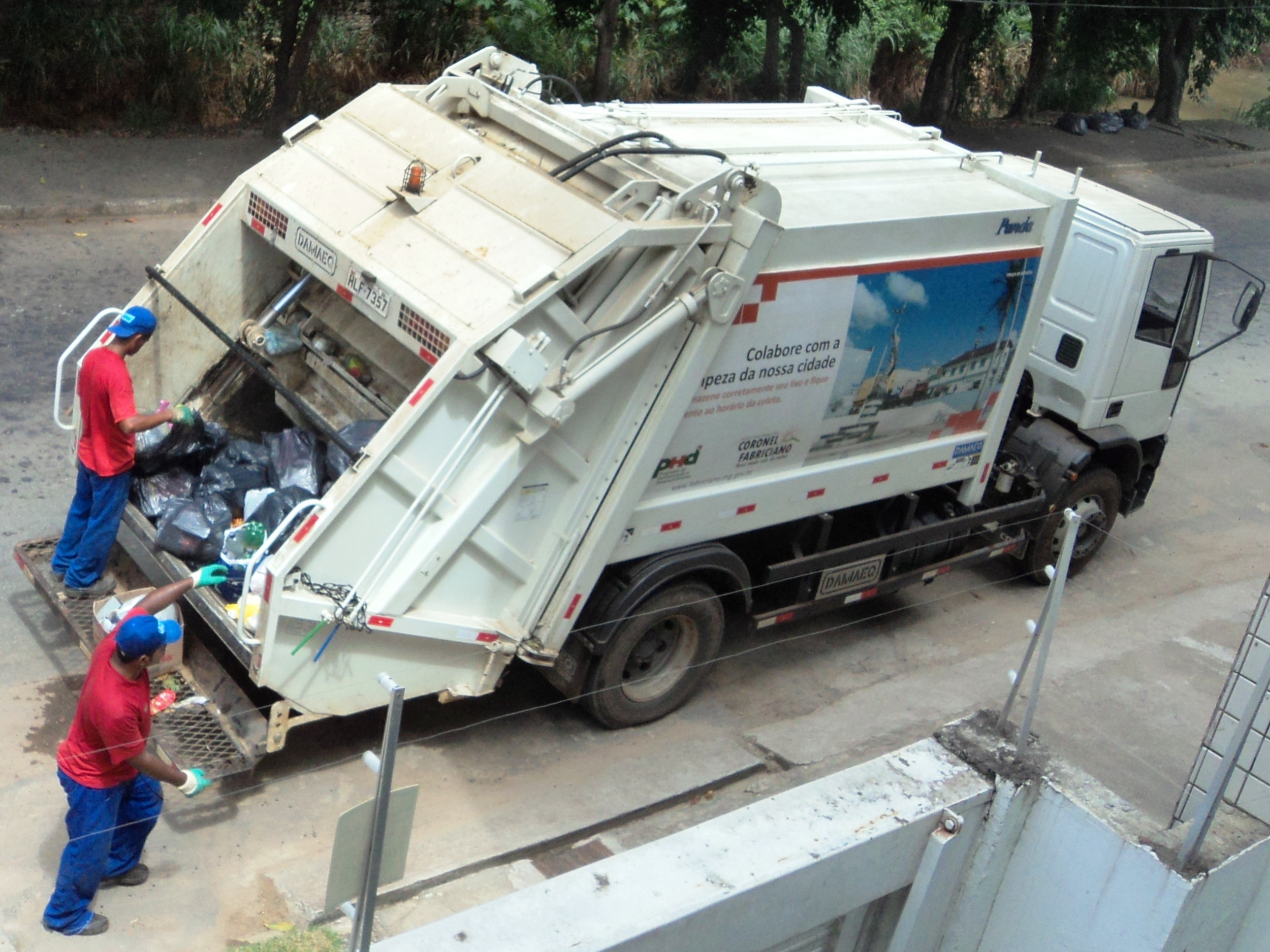
Caminhão de lixo em Coronel Fabriciano, no Brasil.

Um caminhão de lixo (português brasileiro) ou camião de lixo (português europeu) é o veículo que faz o transporte dos produtos não aproveitados pela população urbana da maior parte das cidades do mundo.

## História
Há séculos, caminhões já são usados na coleta de lixo. Entre os primeiros caminhões de lixo com impulsão própria, estão os com motor a vapor pedidos pelo conselho distrital de Chiswick à empresa britânica Thornycroft em 1897. 
Na década de 1920, surgiram os primeiros caminhões de lixo com abertura na parte de cima. Porém, devido a odores nauseantes e queda de objetos, veículos cobertos logo se tornaram mais comuns. Eles foram introduzidos primeiro na Europa, em seguida na América do Norte e, logo após, no resto do mundo.  
Em 1938, a empresa Garwood, de Detroit, criou o primeiro caminhão de lixo com compactador. Através de uma prensa hidráulica, ele permitiu que dobrasse o volume transportado pelo caminhão.
Em 1955, a empresa dos irmãos Dempster, de Knoxville, criou o primeiro caminhão de lixo com carregamento na parte frontal. Eles só se tornaram comuns, porém, a partir da década de 1970.

## Modelos
Existem diversos modelos. Os veículos normalmente indicados para as atividades de coleta de lixo domiciliar são caminhões com carrocerias compactadoras, que proporcionam maior economia de combustível e espaço de armazenamento, na medida em que podem transportar uma quantidade maior de lixo. Para segurança dos trabalhadores, alguns possuem câmeras de televisão na parte traseira com monitor na cabine do motorista.

## No Brasil
No Brasil, a coleta de lixo é feita manualmente através dos coletores de lixo (popularmente conhecidos como coletores, lixeiros ou garis). Estes ficam em grupos de duas ou três pessoas que vão em pé atrás do caminhão sobre o estribo, descendo somente na frente das casas para pegar o lixo das lixeiras.